# Romeira
Romeira é uma povoação portuguesa do Município de Santarém que foi sede da extinta Freguesia de Romeira, freguesia que tinha 11,11 km² de área e 783 habitantes (2011), e, por isso, uma densidade populacional de 70,5 hab/km².
A Freguesia de Romeira foi extinta e agregada à freguesia da Várzea, criando-se a União das freguesias de Romeira e Várzea. 

## População
| População da freguesia de Romeira | População da freguesia de Romeira | População da freguesia de Romeira | População da freguesia de Romeira | População da freguesia de Romeira | População da freguesia de Romeira | População da freguesia de Romeira | População da freguesia de Romeira | População da freguesia de Romeira | População da freguesia de Romeira | População da freguesia de Romeira | População da freguesia de Romeira | População da freguesia de Romeira | População da freguesia de Romeira | População da freguesia de Romeira |
| --------------------------------- | --------------------------------- | --------------------------------- | --------------------------------- | --------------------------------- | --------------------------------- | --------------------------------- | --------------------------------- | --------------------------------- | --------------------------------- | --------------------------------- | --------------------------------- | --------------------------------- | --------------------------------- | --------------------------------- |
| 1864                              | 1878                              | 1890                              | 1900                              | 1911                              | 1920                              | 1930                              | 1940                              | 1950                              | 1960                              | 1970                              | 1981                              | 1991                              | 2001                              | 2011                              |
| 564                               | 688                               | 784                               | 874                               | 943                               | 905                               | 954                               | 978                               | 863                               | 863                               | 780                               | 769                               | 736                               | 775                               | 783                               |

| Distribuição da População por Grupos Etários | Distribuição da População por Grupos Etários | Distribuição da População por Grupos Etários | Distribuição da População por Grupos Etários | Distribuição da População por Grupos Etários | Distribuição da População por Grupos Etários | Distribuição da População por Grupos Etários | Distribuição da População por Grupos Etários | Distribuição da População por Grupos Etários | Distribuição da População por Grupos Etários |
| -------------------------------------------- | -------------------------------------------- | -------------------------------------------- | -------------------------------------------- | -------------------------------------------- | -------------------------------------------- | -------------------------------------------- | -------------------------------------------- | -------------------------------------------- | -------------------------------------------- |
| Ano                                          | 0-14 Anos                                    | 15-24 Anos                                   | 25-64 Anos                                   | > 65 Anos                                    |                                              | 0-14 Anos                                    | 15-24 Anos                                   | 25-64 Anos                                   | > 65 Anos                                    |
| 2001                                         | 98                                           | 91                                           | 398                                          | 188                                          |                                              | 12,6%                                        | 11,7%                                        | 51,4%                                        | 24,3%                                        |
| 2011                                         | 120                                          | 74                                           | 414                                          | 175                                          |                                              | 15,3%                                        | 9,5%                                         | 52,9%                                        | 22,3%                                        |

## Património
- Igreja de São Brás ou Igreja Matriz da Romeira
- Lagar dos Trapaceiros